# 加那利群岛议会
加那利群岛议会（西班牙語：Parlamento de Canarias）是西班牙加那利群岛自治区的立法机关，成立于1982年，设于圣克鲁斯-德特内里费。议会实行一院制。议会有70名议员，由直接选举产生。以漢狄法選出，共有8个选区，对应7個島和自治區。每届议会任期4年。现任议会主席是Gustavo Adolfo Matos Expósito，副主席是Esther González，第二副主席是Rosa Dávila，书记是Tomás González Cabrera，第二书记是Luz Reverón。